# كريستوفر فلافين
كريستوفر فلافين (بالإنجليزية: Christopher Flavin)‏ هو عالم بيئة وكاتب أمريكي، ولد في 1955.